# Джупитер (тауншип, Миннесота)
Джупитер (англ. Jupiter) — тауншип в округе Китсон, Миннесота, США. На 2000 год его население составило 136 человек.

## География
По данным Бюро переписи населения США площадь тауншипа составляет 92,5 км², из которых 92,5 км² занимает суша, водоёмов нет.

## Демография
По данным переписи населения 2000 года здесь находились 136 человек, 50 домохозяйств и 45 семей. Плотность населения — 1,5 чел./км². На территории тауншипа расположено 73 постройки со средней плотностью 0,8 построек на один квадратный километр. Расовый состав населения: 100,00 % белых.
Из 50 домохозяйств в 26,0 % воспитывались дети до 18 лет, в 82,0 % проживали супружеские пары, в 4,0 % проживали незамужние женщины и в 10,0 % домохозяйств проживали несемейные люди. 6,0 % домохозяйств состояли из одного человека, при том 4,0 % из — одиноких пожилых людей старше 65 лет. Средний размер домохозяйства — 2,72, а семьи — 2,84 человека.
23,5 % населения — младше 18 лет, 4,4 % — в возрасте от 18 до 24 лет, 19,1 % — от 25 до 44, 26,5 % — от 45 до 64, и 26,5 % — старше 65 лет. Средний возраст — 47 лет. На каждые 100 женщин приходилось 109,2 мужчин. На каждые 100 женщин старше 18 приходилось 108,0 мужчин.
Средний годовой доход домохозяйства составлял 43 542 доллара, а средний годовой доход семьи — 47 500 долларов. Средний доход мужчин — 31 875 долларов, в то время как у женщин — 17 500. Доход на душу населения составил 18 712 долларов. За чертой бедности не находилась ни одна семья и 3,2 % всего населения тауншипа.